# Regionalliga Sud-Ouest (1963-1974)
Pour les articles homonymes, voir Regionalliga Sud-Ouest.
La Regionalliga Sud-Ouest (en Allemand: Regionalliga Südwest) fut une des cinq séries qui composèrent la première version de la "Regionalliga", c'est-à-dire le 2e niveau du football allemand, de 1963 à 1974.

## Histoire
Lors de la création de la Bundesliga, en 1963, la "Regionaliga Sud-Ouest" remplaça l'Oberliga Südwest qui avait été instaurée en 1947.
Hiérarchiquement, du début de la saison 1963-1964 à la fin de celle de 1973-1974, elle fut située entre la Bundesliga et les plus hautes séries de chaque subdivision régionale.
À la fin de la saison 1973-1974, la DFB instaura la 2. Bundesliga. À ce moment, les cinq séries de la Regionnaliga disparurent.
Le terme "Regionalliga" ne refit son apparition qu'à partir de la saison 1994-1995. Il s'appliqua alors au 3e niveau du football allemand.

## Composition de le Regionalliga Sud-Ouest (1963-1974)
Cette série regroupa les clubs localisés dans les Länders (régions allemandes) de Rhénanie-Palatinat et Sarre.

## Formule de la compétition
Entre 1963 et 1974, les séries de la Regionaliga n'eurent aucun montant direct. Les deux promus annuels (pour l'ensemble des cinq séries) furent désignés après un "Tour final pour la montée en Bundesliga".
Dès de son instauration au niveau 2 en "1963-1964", la Regionalliga Südwest qualifia ses deux premiers classés pour le tour final.
Les clubs relégués descendirent dans la plus haute série de leur région.

## Fondateurs de la "Regionalliga Sud-Ouest"
Ci-dessous, les 20 clubs qui fondèrent la Regionalliga "Sud-Ouest" en vue de la saison 1963-1964. Six d'entre eux furent des promus de la "2. Oberliga Südest" (les quatorze premières équipes sont listées dans l'ordre de leur classement final en Oberliga Südwest) :
- VfB Borussia Neunkirchen
- FK 03 Pirmasens
- VfR Wormatia Worms
- Sportfreunde 05 Saarbrücken
- Ludwigshafener SC 1925
- TuRa 1882 Ludwigshafen
- SV Saar 05 Saarbrücken
- TuS Neuendorf
- VfR Frankenthal
- 1. FSV Mainz 05
- VfR Kaiserslautern
- BSC 1914 Oppau
- SV Niederlahnstein
- SV Phönix 03 Ludwigshafen (promu)
- Eintracht Trier (promu)
- SpVgg Weisenau (promu)
- FC Phönix Bellheim (promu)
- SV Röchling Völklingen 06 (promu)
- TSC Zweibrücken (promu)
- ASV Landau (promu depuis le niveau 3, après barrage contre le 15e de l'Oberliga Südwest)

## Palmarès
- Les cases vertes et les lettres grasses indiquent les clubs qui montèrent en Bundesliga à la suite du tour final.

| Année | Champion                 | Vice-champion             |
| ----- | ------------------------ | ------------------------- |
| 1964  | VfB Borussia Neunkirchen | FK 03 Pirmasens           |
| 1965  | 1. FC Saarbrücken        | VfR Wormatia Worms        |
| 1966  | FK Pirmasens             | 1. FC Saarbrücken         |
| 1967  | VfB Borussia Neunkirchen | 1. FC Saarbrücken         |
| 1968  | SV Alsenborn             | TuS Neuendorf             |
| 1969  | SV Alsenborn             | TuS Neuendorf             |
| 1970  | SV Alsenborn             | FK 03 Pirmasens           |
| 1971  | VfB Borussia Neunkirchen | FK 03 Pirmasens           |
| 1972  | VfB Borussia Neunkirchen | SV Röchling Völklingen 06 |
| 1973  | 1. FSV Mainz 05          | SV Röchling Völklingen 06 |
| 1974  | VfB Borussia Neunkirchen | 1. FC Saarbrücken         |

## Classements dans la "Regionalliga Sud-Ouest" (1963-1974)
| Symboles      | Significations |
| ------------- | --- |
| 1             | Champion, et qualifié pour le tour final |
| 2             | Vice-champion et qualifié pour le tour final |
| 1             | Champion puis promu en Bundesliga pour la saison suivante via le tour final.                                                                                |
| 2             | Vice-champion puis promu en Bundesliga pour la saison suivante via le tour final.                                                                           |
| xx            | Relégué au niveau inférieur pour la saison suivante |
| en diminution | Relégué depuis la Bundesliga à la fin de cette saison |
| xx            | Retenu pour participer à la 2. Bundesliga à partir de la saison suivante, en plus du champion et vice-champion (si ceux-ci ne montèrent pas en Bundesliga ) |

- Note:Au terme de la saison 1973-1974, les différentes équipes qui ne furent ni promues en Bundesliga, ni retenues pour la 2. Bundesliga retournèrent dans leur Verbandsliga respective. La région Sud-Ouest couverte par l’ancienne Regionalliga n’eut pas de 3e niveau unifié avant la saison 1978-1979.

| Clubs                          | 1963/64       | 1964/65 | 1965/66       | 1966/67 | 1967/68       | 1968/69 | 1969/70 | 1970/71 | 1971/72 | 1972/73 | 1973/74 |
| ------------------------------ | ------------- | ------- | ------------- | ------- | ------------- | ------- | ------- | ------- | ------- | ------- | ------- |
| VfB Borussia Neunkirchen       | 1             |         | en diminution | 1       | en diminution | 5       | 4       | 1       | 1       | 5       | 1       |
| FK 03 Pirmasens                | 2             | 7       | 1             | 6       | 3             | 4       | 2       | 2       | 6       | 3       | 8       |
| 1. FSV Mainz 05                | 4             | 11      | 3             | 4       | 4             | 13      | 12      | 7       | 4       | 1       | 5       |
| TuS Neuendorf                  | 11            | 6       | 4             | 14      | 2             | 2       | 8       | 6       | 5       | 11      | 12      |
| SV Völklingen 06 2             | 13            | 14      | 8             | 9       | 7             | 12      | 13      | 10      | 2       | 2       | 4       |
| VfR Wormatia Worms             | 3             | 2       | 5             | 13      | 12            | 8       | 11      | 12      | 7       | 4       | 6       |
| SV Phönix 03 / SV Südwest 1    | 9             | 5       | 11            | 7       | 6             | 7       | 3       | 3       | 10      | 9       | 11      |
| 1. FC Saarbrücken              | en diminution | 1       | 2             | 2       | 5             | 3       | 6       | 4       | 12      | 13      | 2       |
| Eintracht Trier                | 5             | 3       | 13            | 15      | 8             | 10      | 10      | 11      | 13      | 15      |         |
| SV Alsenborn                   |               |         | 9             | 8       | 1             | 1       | 1       | 5       | 3       | 8       | 10      |
| SV Saar 05 Saarbrücken         | 6             | 4       | 6             | 10      | 9             | 6       | 9       | 15      |         |         |         |
| VfR Frankenthal                | 15            | 12      | 7             | 12      | 13            | 15      |         | 13      | 15      |         |         |
| FC 08 Homburg                  |               |         |               | 11      | 10            | 9       | 14      | 8       | 9       | 7       | 3       |
| SpVgg Weisenau 3               | 14            | 9       | 10            | 3       | 11            | 14      | 15      |         |         |         |         |
| FC Phönix Bellheim             | 17            | 10      | 12            | 15      |               |         |         |         | 14      | 16      |         |
| ASV Landau                     | 19            |         |               |         |               |         | 7       | 9       | 8       | 6       | 9       |
| FV Speyer                      |               |         |               |         |               | 11      | 5       | 14      | 11      | 12      | 15      |
| Ludwigshafener SC 1925         | 10            | 8       | 14            |         | 15            |         |         |         |         |         |         |
| BSC 1914 Oppau                 | 16            | 13      | 15            |         |               |         |         |         |         |         |         |
| TSC Zweibrücken                | 18            | 15      | 16            |         |               |         |         |         |         |         |         |
| VfB Theley                     |               |         |               |         |               |         |         | 16      |         | 10      | 13      |
| VfR Kaiserslautern             | 7             | 17      |               |         |               |         |         |         |         |         |         |
| Sportfreunde 05 Saarbrücken    | 8             | 16      |               |         |               |         |         |         |         |         |         |
| FC Germania Metternich         |               | 18      |               | 16      |               |         |         |         |         |         |         |
| SC 1893 Friedrichsthal         |               |         |               |         | 14            |         | 16      |         |         |         |         |
| Eisbachtaler Sportfreunde 1919 |               |         |               |         |               |         |         |         |         | 14      | 14      |
| TuRa 1882 Ludwigshafen 1       | 12            |         |               |         |               |         |         |         |         |         |         |
| SV Niederlahnstein             | 20            |         |               |         |               |         |         |         |         |         |         |
| SSV 1921 Mülheim               |               |         |               |         | 16            |         |         |         |         |         |         |
| FC Teutonia 08 Landsweiler     |               |         |               |         |               | 16      |         |         |         |         |         |
| SpVgg Andernach                |               |         |               |         |               |         |         |         | 16      |         |         |
| SG Eintr. 02 Bad Kreuznach     |               |         |               |         |               |         |         |         |         |         | 7       |
| FC Ensdorf 1912                |               |         |               |         |               |         |         |         |         |         | 16      |

- 1 À la fin de la saison 1963-1964, le SV Phönix 03 Ludwigshafen fusionna avec le TuRa 1882 Ludwigshafen pour former le SV Südwest 1848 Ludwigshafen.
- 2 en 1966, le SV Völklingen 06 adopta le nom de SV Röchling Völklingen 06.
- 3 en 1967, le SpVgg Weisenau adopta le nom de SV Weisenau-Mainz.